# Hypopterygium sylvaticum
Hypopterygium sylvaticum är en bladmossart som beskrevs av Mitten 1869. Hypopterygium sylvaticum ingår i släktet Hypopterygium och familjen Hookeriaceae. Inga underarter finns listade i Catalogue of Life.